# Informuji.cz
Informuji.cz je jeden z největších ryze kulturních serverů na českém internetu. Portál Informuji.cz vznikl v roce 2009 jako projekt při studiu. Od té doby myšlenka otevřeného kulturního prostoru, kde mají možnost propagace velcí i menší a nezávislí promotéři, uzrála do podoby kulturního magazínu. Redakci, jež zajišťuje aktuální programy kin, divadel a jiných kulturních míst, tvoří dobrovolní autoři z řad studentů a kulturních nadšenců. 
V roce 2012 přebralo Informuji.cz do té doby konkurenční portál Nepropasni.cz. V březnu 2013 do společnosti Informuji s. r. o. minoritně vstoupil ticketingový systém Ticketon.cz.
Kromě publikace recenzí a kulturních aktualit se redaktoři serveru pokoušejí proniknout i do off-line světa, kde se snaží netradičními způsoby zaujmout veřejnost a bojovat proti všednosti.